# Ctenotus
Ctenotus är ett släkte av ödlor. Ctenotus ingår i familjen skinkar.

## Dottertaxa tillCtenotus, i alfabetisk ordning[1]
- Ctenotus agrestis
- Ctenotus alacer
- Ctenotus alleni
- Ctenotus allotropis
- Ctenotus angusticeps
- Ctenotus aphrodite
- Ctenotus arcanus
- Ctenotus ariadnae
- Ctenotus arnhemensis
- Ctenotus astarte
- Ctenotus astictus
- Ctenotus atlas
- Ctenotus australis
- Ctenotus borealis
- Ctenotus brachyonyx
- Ctenotus brooksi
- Ctenotus burbidgei
- Ctenotus calurus
- Ctenotus capricorni
- Ctenotus catenifer
- Ctenotus coggeri
- Ctenotus colletti
- Ctenotus decaneurus
- Ctenotus delli
- Ctenotus dux
- Ctenotus ehmanni
- Ctenotus essingtonii
- Ctenotus eurydice
- Ctenotus eutaenius
- Ctenotus fallens
- Ctenotus gagudju
- Ctenotus gemmula
- Ctenotus grandis
- Ctenotus greeri
- Ctenotus hanloni
- Ctenotus hebetior
- Ctenotus helenae
- Ctenotus hilli
- Ctenotus iapetus
- Ctenotus impar
- Ctenotus ingrami
- Ctenotus inornatus
- Ctenotus joanae
- Ctenotus kurnbudj
- Ctenotus labillardieri
- Ctenotus lancelini
- Ctenotus lateralis
- Ctenotus leae
- Ctenotus leonhardii
- Ctenotus maryani
- Ctenotus mastigura
- Ctenotus militaris
- Ctenotus mimetes
- Ctenotus monticola
- Ctenotus nasutus
- Ctenotus nigrilineatus
- Ctenotus nullum
- Ctenotus olympicus
- Ctenotus pallescens
- Ctenotus pantherinus
- Ctenotus piankai
- Ctenotus pulchellus
- Ctenotus quattuordecimlineatus
- Ctenotus quinkan
- Ctenotus rawlinsoni
- Ctenotus regius
- Ctenotus rimacolus
- Ctenotus robustus
- Ctenotus rosarium
- Ctenotus rubicundus
- Ctenotus rufescens
- Ctenotus rutilans
- Ctenotus saxatilis
- Ctenotus schevilli
- Ctenotus schomburgkii
- Ctenotus septenarius
- Ctenotus serotinus
- Ctenotus serventyi
- Ctenotus severus
- Ctenotus spaldingi
- Ctenotus storri
- Ctenotus strauchii
- Ctenotus striaticeps
- Ctenotus stuarti
- Ctenotus taeniolatus
- Ctenotus tanamiensis
- Ctenotus tantillus
- Ctenotus terrareginae
- Ctenotus uber
- Ctenotus vertebralis
- Ctenotus xenopleura
- Ctenotus youngsoni
- Ctenotus zastictus
- Ctenotus zebrilla